# 전주의회
전주의회(독일어: Ständerat, 프랑스어: Conseil des Etats, 이탈리아어: Consiglio degli Stati, 로만슈어: Cussegl dals Stadis)는 스위스 연방의회 중 상원에 해당하는 의회이다.